# 소파 승진
《소파 승진》(Promotion Canape)은 프랑스에서 제작된 디디에 카민카 감독의 1990년 코미디 영화이다. 마르고 아바스칼 등이 주연으로 출연하였다.

## 출연

### 주연
- 마르고 아바스칼
- 캐서린 알릭
- 로메인 부테일
- 장 피에르 카스탈디

### 조연
- 패트릭 체스네
- 그레이스 드 카피타니
- 마틴 라모테
- 띠에리 레미띠
- 에디 미첼
- 클로드 리치
- 피에르 리샤르
- 루퍼스
- 자부 브레트만